# Microhyla borneensis
Microhyla borneensis is een kikker uit de familie smalbekkikkers (Microhylidae). De soort werd voor het eerst wetenschappelijk beschreven door Hampton Wildman Parker in 1928.

## Verspreidingsgebied en habitat
Microhyla borneensis leeft in Azië en komt endemisch voor op Borneo. Kikkers van deze soort waren al minstens 100 jaar geleden ontdekt, maar altijd aangezien voor de jongen van een andere soort. De vondst werd gedaan in het kader van een project om 100 amfibieënsoorten te herontdekken, een initiatief van Conservation International en de IUCN.

## Onderscheidende kenmerken
Het is de kleinste bekende kikker van de Oude Wereld. De mannetjes van deze soort zijn slechts tussen 10,6 en 12,8 mm lang.
Indraneil Das en Alexander Haas ontdekten dat het een aparte soort is toen ze hun roep hoorden, aangezien enkel volwassen dieren een roep hebben. De kikkers maken hun ruwe, raspende tonen rond het vallen van de avond. Deze roep houdt een aantal minuten aan en wordt gevolgd door intervallen van stilte.

## Taxonomie
In 2010 werd een nieuwe Microhyla-soort onder de naam Microhyla nepenthicola benoemd en beschreven. In 2011 werd de soort echter als synoniem van Microhyla borneensis beschouwd. De naam Microhyla nepenthicola verwijst naar de bekerplant Nepenthes ampullaria waarop de kikker leeft. De kikkers leggen hun eieren op de rand van de vangbekers van deze plant. De kikkervisjes glijden na het uitkomen naar beneden in het vloeistofreservoir. Hier ontwikkelen ze zich verder tot kleine kikkertjes. De kikker wordt daarom geklasseerd als een nepenthebiont.